# June Carter Cash
Pour les articles homonymes, voir Carter et Cash.
Valerie June Carter Cash est une chanteuse de musique country américaine, née le 23 juin 1929 à Maces Spring (comté de Scott en Virginie (États-Unis)) et morte le 15 mai 2003 à Nashville (Tennessee).
Elle est issue de la famille Carter, une famille de musiciens qui ont grandement influencé la musique country aux États-Unis. En 1969, elle épouse en troisièmes noces Johnny Cash, vedette de country américain.

## Biographie

### Enfance
June Carter est la deuxième fille de Maybelle Addington, épouse d’Ezra Carter depuis 1926. De cette union naissent trois filles : Helen, June et Anita Carter, connues plus tard sous le nom des « Carter Sisters ». Helen est née le 19 septembre 1927. À cette époque, la famille Carter produit ses premiers enregistrements à Bristol au Tennessee. Moins de deux ans après la naissance de leur première fille, Maybelle donne naissance à June, avec l'aide de Mollie, la grand-mère qui possède des talents de sage-femme. Quelques années plus tard, en 1933, sa jeune sœur Anita voit le jour.
La famille Carter est la première grande famille de la musique country. Sa mère étant prise par sa carrière musicale, la tante de June, Ora, prend soin d'elle régulièrement lorsqu'elle est enfant.
Lorsqu'elle est âgée de 10 ans, sa famille déménage à San Antonio au Texas pour continuer à faire de la musique. Elle poursuit alors sa scolarité au San Antonio's Hawthorne Junior High School.

### Retour au bercail et autres déménagements des Carter
La famille Carter retourne en Virginie après quelques années de travail à San Antonio. Cependant, c'est à Charlotte, en Caroline du Nord, que June et sa famille vont s'installer en 1942 pour un dernier contrat. Ensuite, la jeune fille habite Richmond, en Virginie pendant trois années où elle fréquente l'école secondaire John-Marshall. Elle y termine son cycle secondaire en 1946. Selon une de ses amies du secondaire, June aurait aimé poursuivre ses études. Elle caressait le rêve d'aller à l'université comme ses camarades de classe. Cependant, la musique est tellement ancrée dans la tradition familiale qu'elle emprunte le chemin de la musique country. La famille Carter déménage ensuite à Springfield au Missouri et plus tard, en 1950, à Nashville.

### Débuts en musique
Contrairement à ses deux sœurs Helen et Anita, June n'a pas révélé de talents particuliers en musique très tôt dans son enfance. En revanche, elle a le don de faire rire et possède déjà les talents pour animer les foules. Ce n'est qu'au cours de son séjour à San Antonio qu'elle donne son premier spectacle solo en chantant et en jouant de l'autoharpe. Dans une biographie dans laquelle elle raconte la vie de sa mère, June Carter Cash explique qu'elle « n'était sûrement pas la musicienne la plus talentueuse de la famille », mais qu'elle pouvait bien divertir son auditoire sur scène grâce à son sens de l'humour. En 1939, June et sa grande sœur Helen se joignent au groupe et commencent à jouer de la musique et chanter à la radio avec les autres Carter. Sa sœur Anita avait rejoint le groupe un an plus tôt. C'est en 1950 que la mère Maybelle et ses filles commencent à se produire pour le Grand Ole Opry. Elles ont l'occasion de côtoyer plusieurs autres chanteurs populaires de l'époque, notamment, Elvis Presley.

### Vie personnelle et mariages
June épouse Carl Smith en juillet 1952 et donne naissance à une fille, Rebecca Carlene, en septembre 1955. À cette époque, Carl Smith est un artiste country très populaire. June et Smith se séparent avant même la naissance de leur fille.
Après son divorce avec Smith, elle déménage à New York pour suivre une formation en art dramatique, s'éloignant temporairement de la scène musicale et de ses fans. À l'époque, le divorce est mal perçu par la société imprégnée de valeurs chrétiennes conservatrices.
À New York, elle rencontre Rosemary Edelman, une jeune femme avec qui elle partage un appartement pendant son séjour. Edelman est la fille de Louis F. Edelman, un producteur de films et de télévision. Les deux jeunes femmes deviendront de très bonnes amies.
June Carter retourne à Nashville avec sa fille Carlene en 1957. Elle y épouse Rip Nix (Edwin Lee Nix) le 11 novembre 1957, un ancien joueur de football, avec qui elle aura une deuxième petite fille, Rozanna Lea, le 13 juillet de l'année qui suit. Les nouveaux époux ont très peu de choses en commun et ce mariage se termine en divorce six ans plus tard.

### Rencontre avec Johnny Cash

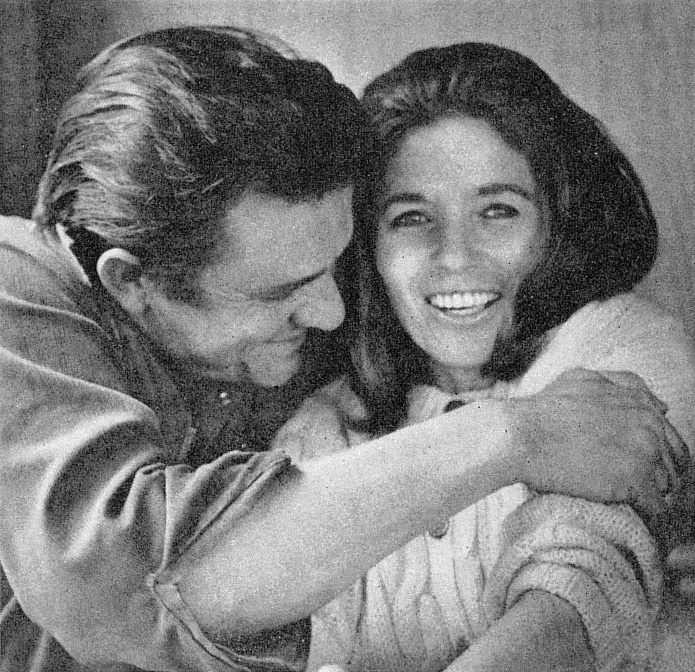
June Carter et Johnny Cash en 1969.

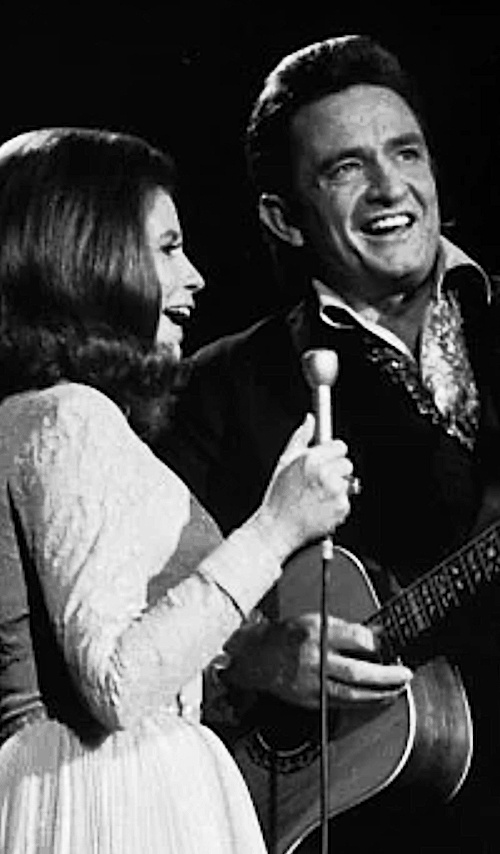
Johnny Cash et June Carter Cash en 1971.

June Carter et Johnny Cash se rencontrent pour la première fois en 1955. Le célèbre Johnny Cash se serait présenté à June en ajoutant qu'il allait l'épouser un jour. Prenant cette déclaration à la blague, June aurait rétorqué « I can't wait ». Les deux sont alors encore mariés respectivement à Carl Smith et Vivian Liberto à cette époque.
Ils se revoient en décembre 1961 pendant le Big D Jamboree à Dallas. Charmé, Johnny Cash lui demande de faire d'autres spectacles avec lui. June Carter commence à travailler régulièrement avec Cash à partir de février 1962 et ce, jusqu'en 1997 en faisant partie du Johnny Cash Show.
Avec l'aide de Marshall Grant, June s'emploie à aider Cash à vaincre ses problèmes de drogue. Enfin, c'est lors d'un spectacle à London, en Ontario, le 22 février 1968, que le musicien demande à June de l'épouser. Ils se marient le 1er mars 1968 à Franklin au Kentucky. Cash a obtenu le divorce avec Vivian Liberto, avec laquelle il a eu quatre filles, peu de temps avant. June fut l'épouse de Johnny Cash pendant trente-cinq ans. Leur fils John Carter Cash naît le 3 mars 1970. Ensemble, ils partagent également une grande foi chrétienne.

### Autres activités et dernières années
En 1979, June Carter Cash publie une autobiographie intitulée Among My Klediments. Elle publie un autre livre, From My Heart en 1987. Elle est aussi comédienne dans la série télévisée Dr. Quinn, femme médecin et dans un film de Robert Duvall, The Apostle en 1997.

### Maladie et décès
En avril 2003, la chanteuse country voit sa santé décliner. Au début du mois d'avril, June souhaite annuler sa séance de photos pour son dernier album Wildwood Flower parce qu'elle ne se sent pas bien. Finalement, elle décide de la faire quand même malgré son mauvais état de santé. Le 11 avril, June est admise à l'hôpital pendant cinq jours pour des problèmes cardiaques. Le 28 avril, éprouvant des difficultés respiratoires, June retourne à l'hôpital pour une série d'examens. Les médecins parviennent à la conclusion qu'une opération est le seul moyen d'améliorer la santé de la musicienne.
À la suite de cette opération au cœur, June Carter Cash meurt de complications cardiaques à Nashville le 15 mai 2003 à l'âge de 73 ans. Elle était dans un état critique depuis son opération du 7 mai. Dans une interview, Cash affirme que June avait souhaité qu'il continue à faire de la musique après son départ.
Johnny Cash la suit dans la mort quelques mois plus tard, le 12 septembre 2003. La seconde fille de June, Rozanna Lea, meurt cinq mois après sa mère, le 24 octobre. Les funérailles publiques ont eu lieu à la Première église baptiste d'Hendersonville (Tennessee). June Carter Cash est enterrée à Hendersonville auprès de ses parents, Maybelle et Ezra, ainsi que près de sa sœur Anita. La chanteuse country n'a jamais cessé de produire de la musique, son dernier album étant enregistré juste avant sa mort.

## Vie personnelle
Vers la fin de sa vie, son mari et elle ont fréquenté la Première église baptiste d'Hendersonville (Tennessee) .

## Récompenses
En 1967, June et Johnny Cash remportent un Grammy pour leur chanson Jackson dans la catégorie « Best Country & Western Performance Duet, Trio, or Group ». En 1970, c'est leur version de If I Were a Carpenter qui remporte un Grammy dans la catégorie « Best Country Vocal Performance By A Duo Or Group ».
En 1999, June Carter Cash remporte le Grammy Award du meilleur album folk traditionnel avec son album Press On.
Son dernier album, Wildwood Flower, sorti après sa mort en 2003, obtient deux autres Grammys.
June Carter a été classée 31e au CMT's 40 Greatest Women in Country Music en 2002.

## Discographie

### Albums
- 1975 : Appalachian Pride
- 1999 : Press On
- 1999 : It's All in the Family
- 2003 : Wildwood Flower
- 2003 : Louisiana Hayride (Réédition)
- 2005 : Keep On The Sunny Side: June Carter Cash - Her Life In Music
- 2005 : Church in the Wildwood: A Treasury of Appalachian Gospel
- 2005 : Ring of Fire: The Best of June Carter Cash
- 2006: Early June

### Albums avec Johnny Cash
- 1967 : Carryin' on With Johnny Cash and June Carter
- 1973 : Johnny Cash and His Woman
- 1979 : Johnny and June
- 1999 : It's All in the Family
- 2006 : Duets
- 2006 : Collections

### Singles
| Année | Chanson                                           | U.S. Country | Album                     |
| ----- | ------------------------------------------------- | ------------ | ------------------------- |
| 1956  | Juke Box Blues                                    | 10           |                           |
| 1965  | It Ain't Me Babe (avec Johnny Cash)               | 4            | Orange Blossom Special    |
| 1967  | Jackson (avec Johnny Cash)                        | 2            | Carryin' On               |
| 1967  | Long Legged Guitar Pickin' Man (avec Johnny Cash) | 6            | Carryin' On               |
| 1970  | If I Were A Carpenter (avec Johnny Cash)          | 2            | Hello, I'm Johnny Cash    |
| 1971  | A Good Man                                        | 27           |                           |
| 1972  | If I Had a Hammer (avec Johnny Cash)              | 29           | Any Old Wind That Blows   |
| 1973  | Allegheny (avec Johnny Cash)                      | 69           | Johnny Cash And His Woman |
| 2003  | Keep On The Sunny Side                            |              | Wildwood Flower           |

## Cinéma
Un film inspiré de la vie de Johnny Cash est sorti en 2005. Dans ce film intitulé Walk the Line, Reese Witherspoon incarne le rôle de June alors que Johnny Cash est interprété par Joaquin Phoenix. Reese Witherspoon a remporté l'Oscar de la meilleure actrice pour ce film.
Un autre film portant sur la vedette country passe sur Lifetime TV en 2013. C'est Jewel qui incarne June dans le film Ring of Fire. Dans ce film, c'est surtout la perspective de June Carter Cash qui est illustrée.

## Télévision
En 1976, June Carter Cash joue avec Johnny Cash dans un épisode de la série La Petite Maison dans la prairie (saison 3, épisode 1 : La Grande Collecte (The Collection)) dans le rôle de Mattie et Caleb Hodgekiss.
Elle apparaît aussi avec Johnny Cash dans la série Docteur Quinn, femme médecin (VF : Michèle Bardollet) : 
- 1993 : Docteur Quinn, femme médecin (saison 2, épisode « Foi et médecine ») : Sœur Ruth ;
- 1994 : Docteur Quinn, femme médecin (saison 3, épisode « Thanksgiving ») : Sœur Ruth ;
- 1997 : Docteur Quinn, femme médecin (saison 5, épisode « Pour le meilleur et pour le pire ») : Sœur Ruth.